# Juno Mak
Juno Mak Jai (18 de marzo de 1984), más conocido como Juno Mark, es un actor cantante y productor hongkonés.

## Biografía
Nació en Hong Kong. Su padre es un empresario, Juno debutó como cantante pop en el 2002,  con el sello Universal Music y lanzó su primer EP titulado "On the Road". Para allanar su carrera, se fue a Japón para mejorar su estilo de baile y habilidad de cantar bajo su tutor llamado Sam (Maruyama Masaharu), miembro del famoso grupo pop japonés TRF. Durante su carrera lanzó dos álbumes discográficos como On the Road y Next Step, lanzados bajo el sello Universal Music. Esto le llevó a Juno, para ganar una serie de reconocimientos y así su popularidad artística fue creciendo.[cita requerida]

## Discografía
- 17 de agosto de 2002 - On The Road
- 4 de octubre de 2002 - On The Road (Special Version)
- 19 de marzo de 2003 - Next Step
- 27 de abril de 2004 - Proto
- 25 de enero de 2005 - Otherside
- 6 de diciembre de 2005 - Walking Underneath + Archives
- 20 de abril de 2007 - Chapel Of Dawn
- 29 de enero de 2008 - Words Of Silence
- 17 de julio de 2008 - Lam Man Lung (林民龍)
- 21 de noviembre de 2008 - Why
- 18 de diciembre de 2008 - Why (CD+DVD Version)
- 17 de septiembre de 2009 - The Dream （天生地夢）
- 22 de abril de 2010 - Nothing Lasts Forever
- 12 de enero de 2011 - No-mind （無念）
- 24 de enero de 2014 - Paradoxically, Yours（柔弱的角）

## Filmografía
- 2003 - Truth or Dare: 6th Floor Rear Flat
- 2010 - Dream Home
- 2010 - Revenge: A Love Story
- 2011 - Let's Go!
- 2013 - Rigor Mortis
  - Nominated - Golden Horse Award for Best New Director